# Виђано
Виђано (итал. Viggiano) је насеље у Италији у округу Потенца, региону Базиликата.
Према процени из 2011. у насељу је живело 2397 становника. Насеље се налази на надморској висини од 935 м.

## Становништво
| 1931. | 1936. | 1951. | 1961. | 1971. | 1981. | 1991. | 2001. | 2011. |
| ----- | ----- | ----- | ----- | ----- | ----- | ----- | ----- | ----- |
| 3.870 | 4.046 | 4.152 | 4.039 | 3.179 | 3.088 | 3.161 | 3.208 | 3.122 |